# Mladoňovice (okres Chrudim)
Mladoňovice (Duits: Mladonowitz) is een Tsjechische gemeente in de regio Pardubice, en maakt deel uit van het district Chrudim.
Mladoňovice telt 327 inwoners (2006).
Běstvina · Biskupice · Bítovany · Bojanov · Bor u Skutče · Bořice · Bousov · Bylany · Ctětín · Čankovice · České Lhotice · Dědová · Dolní Bezděkov · Dřenice · Dvakačovice · Hamry · Heřmanův Městec · Hlinsko · Hluboká · Hodonín · Holetín · Honbice · Horka · Horní Bradlo · Hošťalovice · Hrochův Týnec · Hroubovice · Chrast · Chroustovice · Chrudim · Jeníkov · Jenišovice · Kameničky · Kladno · Klešice · Kněžice · Kočí · Kostelec u Heřmanova Městce · Krásné · Krouna · Křižanovice · Lány · Leštinka · Libkov · Liboměřice · Licibořice · Lipovec · Lozice · Lukavice · Luže · Míčov-Sušice · Miřetice · Mladoňovice · Morašice · Mrákotín · Nabočany · Načešice · Nasavrky · Orel · Ostrov · Otradov · Perálec · Podhořany u Ronova · Pokřikov · Prachovice · Proseč · Prosetín · Předhradí · Přestavlky · Rabštejnská Lhota · Raná · Ronov nad Doubravou · Rosice · Rozhovice · Řestoky · Seč · Skuteč · Slatiňany · Smrček · Sobětuchy · Stolany · Střemošice · Studnice · Svídnice · Svratouch · Tisovec · Trhová Kamenice · Trojovice · Třemošnice · Třibřichy · Tuněchody · Úherčice · Úhřetice · Vápenný Podol · Včelákov · Vejvanovice · Vítanov · Vojtěchov · Vortová · Vrbatův Kostelec · Všeradov · Vysočina · Vyžice · Zaječice · Zájezdec · Zderaz · Žlebské Chvalovice · Žumberk